# Interpersoonlijk circumplex

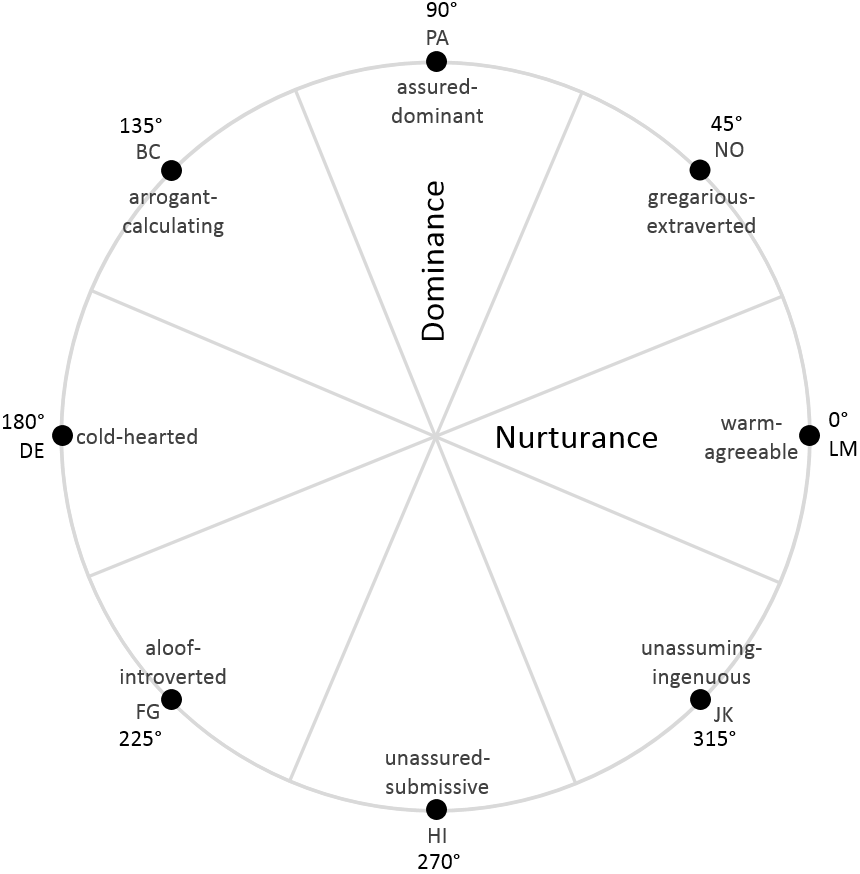
Interpersoonlijk circumplex

Het interpersoonlijk circumplex of de interpersoonlijke cirkel is een model dat het gedrag ten opzichte van andere mensen beschrijft. Het gedrag wordt uitgedrukt in twee dimensies, veelal agency of dominantie enerzijds en verbondenheid of affectie anderzijds. De combinatie hiervan leidt tot een cirkelvorm. Het is echter geen dichotoom model, maar een continuüm, zodat gedrag in de meeste gevallen binnen de uiterste cirkel van extreem gedrag zal vallen. Het model kreeg zijn grootste bekendheid door Timothy Leary en door cirkelvorm met mogelijke punten daarbinnen waardoor het gezien kan worden als schietschijf, is het ook bekend als de roos van Leary. Leary gebruikte deze term zelf echter niet en sindsdien is het model verder geëvolueerd.
Hoewel de hoek van de vector belangrijk is om het soort gedrag te bepalen, geeft de lengte de mate van gedrag weer. Hoe verder naar de buitenkant, hoe onaangepaster het gedrag en hoe groter de weerstand of sociale allergie blijkt te zijn die opgewekt wordt.
Er zijn vele verschillende vormen waarbij onderscheid gemaakt wordt tussen de zwakke en sterke variant. De zwakke variant is de interpersoonlijke cirkel waarbij de persoonlijkheidstrekken weliswaar cirkelvormig zijn uitgezet, maar waarbij de onderlinge positie daarbij weinig betekent. De sterke variant is de circumplex waarbij de onderlinge posities aan strikte geometrische voorwaarden op basis van een interpersoonlijke theorie voldoen.
Het model moet niet gezien worden als een simpel stimulus-respons-behaviorisme waarbij gedrag slechts volgt uit de signalen van de omgeving. Het zelfbeeld, de eigen motieven en behoeften spelen ook een belangrijke rol. Het model kan echter wel dienen om een beeld te krijgen van de mate van iemands socialisatie.
Afwijkingen kunnen het gevolg zijn van een beperkte sociale vaardigheid met weinig begrip van wat interpersoonlijke situaties vereisen, moeite om de eigen behoeften en motieven te communiceren en moeite om de behoeften en intenties van anderen te begrijpen.

## Model
Het interpersoonlijk circumplex is een grafiek in de vorm van een cirkel met sectoren met daarin persoonlijkheidstrekken of gedrag die van toepassing zijn in interpersoonlijke situaties. Er zijn vele verschillende soorten cirkels, variërend van 4, 8 tot 16 sectoren. De horizontale as is veelal de mate van verbondenheid of affectie – ook wel weergegeven als afstand-nabijheid – terwijl de verticale as meestal de mate van dominantie en volgzaamheid weergeeft, ook wel weergegeven als boven-onder.

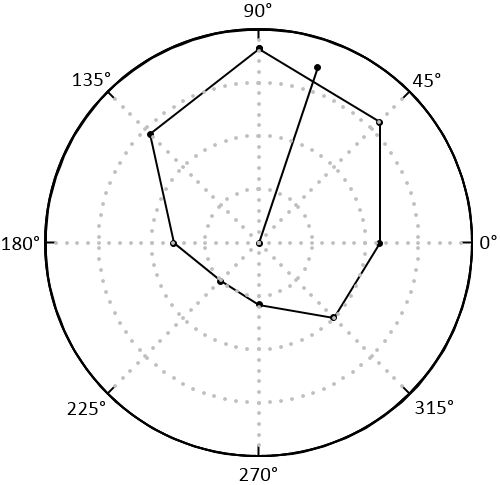
Cirkelvormig profiel met resultante

Aan de binnenzijde is veelal normaal gematigd gedrag te vinden, terwijl richting de buitenzijde het gedrag extremer wordt en meer weerstand oproept. Met behulp van deze methode kunnen gedragspatronen geanalyseerd worden waarbij de twee bepalende aspecten van het interpersoonlijk gedrag worden uitgezet in een spreidingsdiagram, resulterend in een hoek die aangeeft welk gedrag het betreft en een vector die de intensiteit daarvan aangeeft. Een andere mogelijkheid met meer detail is er met het radardiagram waarbij elk van de vier, acht of zestien sectoren apart gescoord wordt. Bij een strikt geometrische circumplex zou het spreidingsdiagram hiervan de resultante zijn.
Goed aangepaste mensen variëren hun gedrag over de cirkel afhankelijk van wie ze tegenover zich treffen, waarbij hun gedrag zich meer naar het midden bevindt. Zeer onaangepaste mensen kenmerken zich door hun gedragsintensiteit richting de buitenkant van de cirkel en hebben veelal een beperkt gebied van reacties:
Abnormality consists of the rigid reliance on a limited class of interpersonal behaviors regardless of situational influences or norms, that often are enacted at an inappropriate level of intensity. Normality, then, is simply the flexible and adaptive deployment, within moderate ranges of intensity, of behaviors encompassing the entire circle, as varied interpersonal situations dictate.

### Interactie tussen mensen
Hoe iemand zich gedraagt, lokt gedrag uit bij een ander, al is dit veelal onbewust:
Interpersonal behaviors, in a relatively unaware, automatic, and unintended fashion tend to invite, elicit, pull, draw, or entice from interactants restricted classes of reactions that are reinforcing of, and consistent with, a person's proffered self-definition. If complementary reactions are not forthcoming from interactants, the relationship will either not endure or it will be altered in such a manner that complementarity is established.:201
Als het gedrag van beide bij elkaar aansluit, is dit complementair gedrag. Bij twee mensen die zich verticaal in tegenoverliggende sectoren bevinden – complementaire sectoren, bijvoorbeeld linksboven en linksonder – treedt veelal toenadering op. Mensen in horizontaal tegenoverliggende sectoren – symmetrisch of anticomplementair – vermijden elkaar vaak. Mensen in dezelfde sector of diagonaal tegenovergesteld – acomplementair – zullen elkaar afwisselend aantrekken en afstoten.
Om deze reden veranderen de meeste tweetallen vanzelf naar een interactie vanuit twee verticaal tegenovergestelde posities. Dit gedrag houden ze vervolgens vaak lang zelf in stand. De interactie kan ook veranderen waarbij twee mensen verticaal wel in dezelfde posities blijven – de een blijft dominant, de andere volgzaam – maar samen schuiven ze wel naar andere horizontale posities. Een conflict kan ontstaan doordat twee mensen van helpend en meewerkend naar aanvallend en opstandig bewegen. Tijdens het oplossen bewegen ze weer terug.

### Gedragsbeïnvloeding
Een conflict hoeft niet slecht te zijn en kan zelfs constructief zijn, maar het mag niet te lang duren. Vooral omdat het gevaar bestaat dat het conflict uit de hand loopt en steeds meer richting de buitenkant van de roos gaat. Daar treedt extremer gedrag op, zoals schreeuwen en wantrouwen.
Het model kan gebruikt worden om iemands gedrag bewust te beïnvloeden. Afhankelijk van de situatie en de fase kan bepaald worden welk kwadrant van gedrag toepasselijk is om een opstandig persoon (tegen) tot samenwerking te krijgen. Eerst zal bepaald moeten worden in welk kwadrant deze persoon zich bevindt, waarna positie gekozen kan worden in het kwadrant dat zich hier rechts van bevindt. Gedrag uit hetzelfde kwadrant of diagonaal tegengesteld gedrag moet voorkomen worden, aangezien dit averechts werkt. Als iemand defensief gedrag (linksonder, volgend-tegen) vertoont, betekent dat helpend gedrag (rechtsonder, volgend-samen). De persoon zal dan geneigd zijn zich aan te passen door leidend gedrag (rechtsboven, dominant-helpend) te gaan vertonen. Hetzelfde geldt voor iemand die aanvallend gedrag (linksboven, dominant-tegen) vertoont. Hier tegenover past leidend (rechtsboven, dominant-helpend) gedrag. De andere persoon zal zich dan waarschijnlijk in het kwadrant rechtsonder schikken.
De hiërarchische posities zijn bij de toepassing niet relevant. Het vasthouden aan de hiërarchische posities kan er juist voor zorgen dat diagonale posities ten opzichte van elkaar blijven bestaan, waardoor afstoting en conflicten in stand blijven.
Uiteraard kan het model ook op een negatieve wijze worden toegepast om iemand naar een kwadrant aan de linkerzijde te bewegen en zo conflicten te creëren.

## Theorievorming
Henry Murray ontwikkelde met Christiana Morgan in de jaren 1930 methodes om behoeften te meten, waaronder de thematische apperceptietest (TAT), en kwam zo in 1938 tot een theorie van 20 behoeften die het menselijk gedrag bepalen.
In de behoeftetheorie van Murray bleken secundaire of psychogene behoeftes vooral interpersoonlijk te zijn. Kurt Lewin had dit al vastgelegd in de formule van Lewin: G = ƒ(P, O), waarbij G gedrag is, P persoon en O sociale omgeving.
Harry Stack Sullivan stelde in het postuum verschenen The Interpersonal Theory of Psychiatry dat persoonlijkheid groeit door interpersoonlijk contact, daarbij afstand nemend van Sigmund Freud die de nadruk legde op intrapsychische conflicten:
I had come to feel over the years that there was an acute need for a discipline that was determined to study not the individual organism or the social heritage, but the interpersonal situations through which persons manifest mental health or mental disorder.:18
Sullivan ging daarbij zelfs zover te stellen dat persoonlijkheid vooral door interpersoonlijk contact wordt bepaald:
Personality is the relatively enduring pattern of recurrent interpersonal situations which characterize a human life.:110-111
Daarbij is de gereflecteerde beoordeling (reflected appraisal) – iemands beleving van de beoordeling door anderen – van invloed op het zelfbeeld en ontstaat een representatie van het zelf en anderen. 
Dat betekent niet dat interne processen geen rol spelen. Zo is er sprake van een cognitieve ontwikkeling, waarbij aanvankelijk voor zeer jonge kinderen iets niet bestaat buiten de directe waarneming, de prototaxische ervaring. De volgende fase is de parataxische ervaring waarbij de werkelijkheid nog niet goed begrepen wordt. Pas bij de syntaxische ervaring is er een goed begrip van de situatie. Volgens Sullivan valt ook bij volwassenen nog een flink deel binnen de parataxische ervaring, wat bijdraagt aan misverstanden in communicatie:
Some insight has developed as to the function performed by uncommunicative, unintelligible, and misleading statements in allegedly communicative interpersonal contexts. These have been observed to occur when the integration is parataxic; that is, when, besides the interpersonal situation as defined within the awareness of the speaker, there is a concomitant interpersonal situation quite different as to its principal integrating tendencies, of which the speaker is more or less completely unaware.:92
Dit kan een afweermechanisme zijn om stress te verminderen en in extreme gevallen leiden tot een persoonlijkheidsstoornis.
Een belangrijke behoefte was volgens Sullivan het vermijden van vrees. Voor Sullivan waren persoonlijkheidsstoornissen geen kwalitatief andere eigenschappen, maar slechts kwantitatieve verschillen van persoonlijkheidstrekken:
We shall assume that everyone is much more simply human than otherwise, and that anomalous interpersonal situations, insofar as they do not arise from differences in language or custom, are a function of differences in relative maturity of the persons concerned. In other words, the differences between any two instances of human personality–from the lowest grade imbecile to the highest-grade genius–are much less striking than the differences between the least-gifted human being and a member of the nearest other biological genus.

### Berkeley
In 1947 begon Hubert Coffey van de Universiteit van Californië - Berkeley met drie studenten – Mervin Freedman, Timothy Leary en Abel Ossorio – aan een psychodiagnostisch onderzoek van patiënten van dominee J. Raymond Cope van de First Unitarian Church of Berkeley.
Het hoofddoel was psychotherapie en om dit effectief toe te kunnen passen, werd gezocht naar een persoonlijkheidsmodel dat in staat was om te voorspellen wat er gebeurt tijdens en na therapie. Hier werd onder invloed van de ideeën van Sullivan en Kurt Lewin de basis voor het interpersoonlijk classificatiesysteem gelegd waarvan Freedman het doel uiteenzette:
[...] this research project may be regarded as an attempt at systematization and operational definition of many of the terms and concepts of Harry Stack Sullivan. For Sullivan, interpersonal processes are the starting point of any investigation of human behavior: for him, psychiatry is the study of interpersonal relations; it is not the structural analysis of intrapsychic events in individuals which may be regarded as the conceptual preoccupation of psychoanalysts in the main. [...]
Continuing in this vein we find Mullahy, a student of Sullivan, making the following statements [...]
Pre-existing, fixed drives do not explain an interpersonal situation; because they are not observed. The action in an interpersonal situation is observed, and it is this that explains whatever there may be of pre-existing tendency to act.

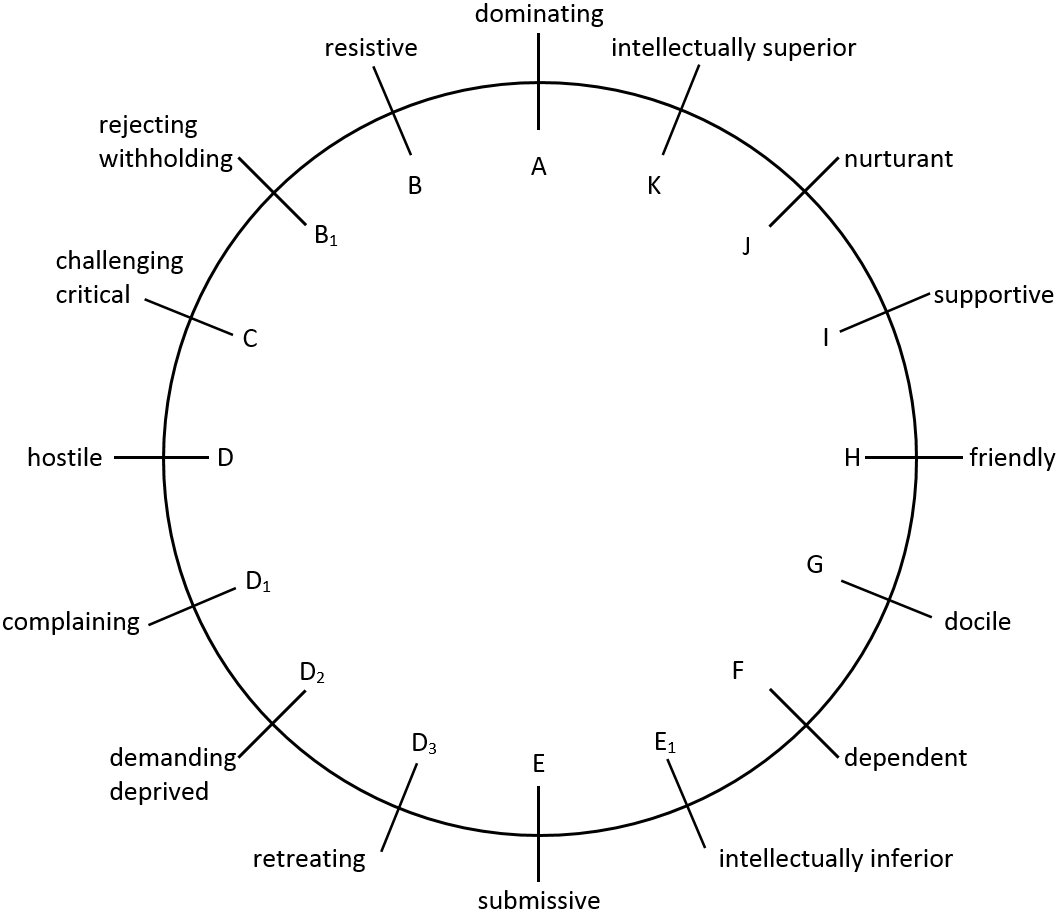
De interpersonal traits volgens Leary in 1950

Het team onderzocht de interactie tussen zeven patiënten en een therapeut en probeerden vanuit de daarbij vergaarde data concepten te verkrijgen en niet andersom al bestaande concepten te gebruiken om de data te categoriseren. De interacties werden daarbij gecategoriseerd als werkwoorden – interpersonal mechanisms – gebaseerd op de handelingen en niet op de uitspraken. Ook werd de inhoud van de gesprekken gecategoriseerd als group content units. In eerste instantie vond die categorisatie plaats op basis van een dichotomie, die van het zelfbeeld tegenover het wereldbeeld. Door de werkwoorden voor de interacties te vervangen door bijvoeglijke naamwoorden werden interpersonal traits benoemd. Daarop werden de 16 interpersonal mechanisms uitgezet op een cirkel, waarbij niveau 1 bovenaan begon met dominate en vervolgens linksom boast, reject, punish, hate, complain, distrust, condemn self,  submit, admire, trust,  cooperate, love, support, give en teach, aangeduid van A tot en met P. Uit deze rangschikking bleek dat alle 16 mechanismes uitgedrukt konden worden als een mix van 4 knooppunten, dominance, hostility, submission en affiliation. Zo is support een mix van dominance en affiliation.
Binnen de traits en mechanisms werd een verschil in gedragsintensiteit waargenomen, wat uitgezet werd in drie niveaus, terwijl de mate van gedragsstarheid een indicatie was voor onaangepast gedrag.
Op basis hiervan schreven de betrokken onderzoekers een aantal proefschriften. In deze periode volgden ook enkele klassieke werken – waaronder een over de Interpersonal Check List (ICL) van Rolfe LaForge en Robert Suzcek – waarvan dat van Leary de grootste bekendheid kreeg.
De cirkel volgde daarbij niet uit een vooropgezet idee:
The  circular  continuum  utilized  to organize  or  systematize  the  Interpersonal Mechanisms did not emerge out of a priori or deductive reasoning. The first step  after evolution of the concept  of Interpersonal Mechanism was to list all the mechanisms that my colleagues and I could discern or distinguish at the beginning. The mechanisms were thus simply a list of verbs. Thousands of manipulations yielded a system and an orderly arrangement. Slowly the nodal points or axes of affiliation vs. aggression and dominance vs. submission emerged. The circle was preceded by a triangle and a square that I remember. Perhaps rhomboids and tetrahedrons have faded into the mists of time.
Dezelfde groep zette daarna de psychologieafdeling op van het Kaiser Oakland Hospital Oakland, Kaiser Foundation Psychology Research, waar het model verder ontwikkeld werd. Daartoe ondersteunde de United States Public Health Service dit project zes jaar lang, met de eerste vier jaar Coffey en Saxton Pope, Jr. aan het hoofd en daarna twee jaar lang Leary.

### Leary

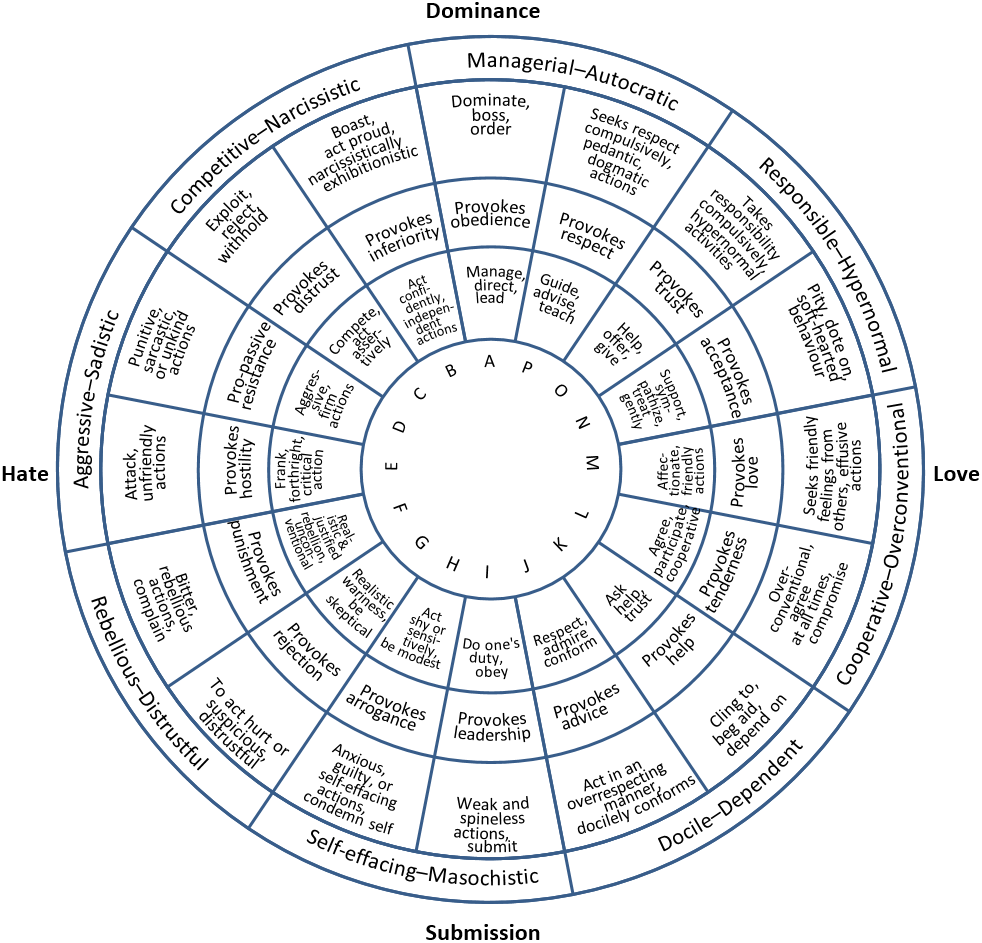
Roos van Leary

In 1957 publiceerde Leary Interpersonal Diagnosis of Personality. De invloed van George Herbert Mead, Edward Sapir en Sullivan is te herkennen in de stellingen:
Interpersonal behavior defines the most important dimensions of personality:12
The variables of a personality system should be designed to measure—on the same continuum—the normal or "adjustive" aspects of behavior as well as abnormal or pathological extremes.:59
Leary kwam in dit werk opnieuw met 16 interpersoonlijke benaderingen, uitgezet in meerdere ringen. In de binnenste ring staan de letters als aanduiding. De volgende ring geeft de mechanismes of reflexen (trekken), zoals manage, direct, lead bij A. In de ring daarbuiten staat de reactie die deze mechanismes opwekken bij de ander, zoals provokes obedience bij A. In de ring daarop staat extreem gedrag weergegeven, zoals dominate, boss, order bij A. In de buitenste ring zijn de categorieën gecombineerd tot 8 sectoren waarbij het label van elk octant de aangepaste en de onaangepaste of pathologische variant weergeeft, zoals managerial en autocratic bij PA. Leary maakte daarbij gebruik van schalen van de Minnesota Multiphasic Personality Inventory (MMPI).
Zo waren de concepten van Sullivan in tien jaar tijd uitgewerkt tot een succesvol circumplexmodel en Uriel Foa zag in 1961 dan ook een convergentie bij het onderzoek naar interpersoonlijk gedrag naar het circumplex.
In een onafhankelijk onderzoek was Louis Guttman bij de studie naar intelligentietesten in 1954 tot de radex gekomen, de radial expansion of complexity. Daarin maakte hij onderscheid tussen de moeilijkheidsgraad of complexiteit bij gelijksoortige testen op de verticale as en op de verticale as een circulaire ordening voor testen met een gelijke complexiteit, maar die een andere vaardigheid meten. De verticale dimensie noemde hij simplex en voor de horizontale dimensie muntte hij de term circumflex, een circular order of complexity. De simplexordening had hij eerder toegepast bij de Guttmanschaal. Guttman paste dit niet zelf toe op interpersoonlijk gedrag, maar zijn methode zou daarin wel door anderen geïntegreerd worden.
Earl S. Schaefer paste factoranalyse en de circumplex van Guttman toe op de relatie tussen moeder en kind, maar had als hoofdassen love vs. hostility en autonomy vs. control.
Douglas McNair en Maurice Lorr vonden bij psychometrisch onderzoek van patiënten dat dominance/affiliativeness uitgezet konden worden tegen detachment en compliant abasement. Robert C. Carson schreef een invloedrijk werk waarin hij de circumplex combineerde met de klinische psychologie en de experimentele psychologie. Uit de assen hostile-friendly en dominant-submissive leidde hij de kwadranten hostile-dominant (HD), friendly-dominant (FD), hostile-submissive (HS) en friendly-submissive (FS) af.
Deze nieuwe benadering van persoonlijkheid leek dan ook een voorspoedige toekomst tegemoet te gaan. Dit bleek aanvankelijk echter niet het geval. Leary nam als belangrijkste onderzoeker in 1960 zijn eerste magic mushroom en hield zich vanaf dan met andere zaken bezig. Walter Mischel betoogde in 1968 in Personality and Assessment dat persoonlijkheid veel minder consistent is dan de persoonlijkheidspsychologie aannam en veel meer afhankelijk van de situatie:
[...] it is evident that the behaviors which are often construed as evidence of stable personality trait indicators actually are highly specific and depend on the details of the evoking situations and the response mode employed to measure them.
[...] with the possible exception of intelligence, highly generalised behavioral consistencies have not been demonstrated, and the concept of personality traits as broad dispositions is thus untenable.
Weliswaar verschilde dit niet veel van het interactionisme wat Lewin al had vastgesteld, maar het mechanistische model van Mischel was aanleiding tot het persoon-situatie-debat en bracht de persoonlijkheidspsychologie bijna tot stilstand.
Lorna Smith Benjamin publiceerde in deze periode wel haar Structural analysis of social behavior (SASB). Benjamin baseerde haar SASB op Schaefer en Leary, maar besteedde op de assen affiliation en interdependence meer aandacht aan tegengestelden, complementen en tegengiffen (antidotes). Benjamin was de eerste die het belang van tegengesteldheid op een as benadrukte. Tegengesteld gedrag bevindt zich aan de andere zijde van dezelfde as en is dezelfde eigenschap, maar met een tegengesteld teken. Complementair gedrag bevindt zich op gelijke hoogte op de andere as, met antidotes als tegengestelde daarvan op die as. Slechts op die manier kan bij het uitzetten van gedrag van verschillende mensen een werkelijke cirkel ontstaan.

Benjamin construeerde twee circumplexen, een actieve ouderlijke circumplex met als assen power en autonomy en een reactieve kinderlijke circumplex met individualism en submission.

### Wiggins

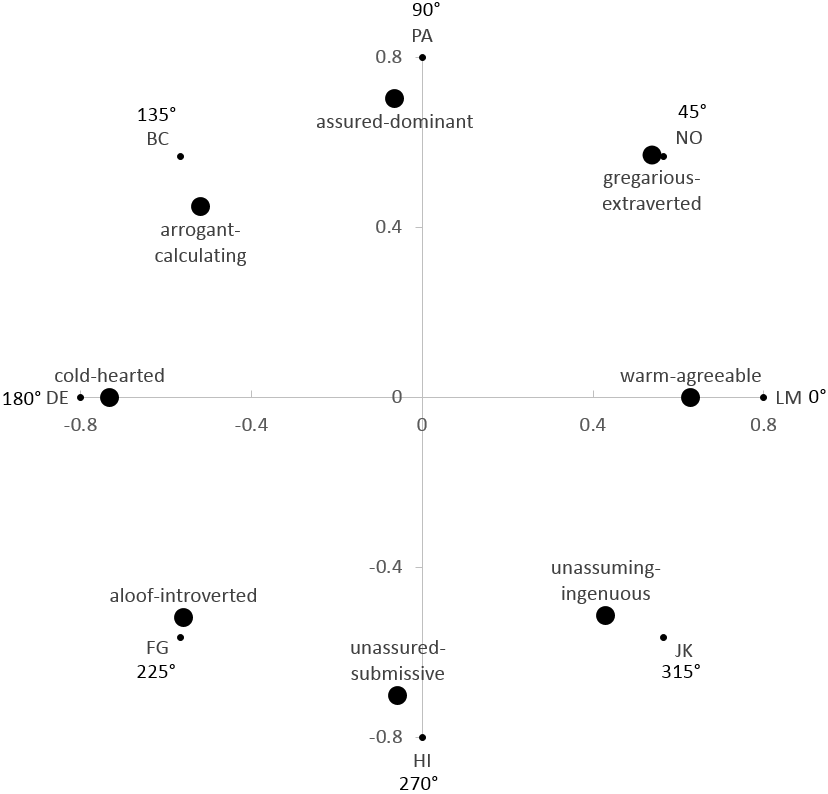
De circumplex volgens IAS-R

Vanaf 1977 ontstond er echter hernieuwde aandacht. In 1982 waren er 21 verschillende modellen die met de circumplex werkten die onafhankelijk van elkaar ontwikkeld waren. Daaronder waren de Interpersonal Adjective Scales (IAS) van Jerry S. Wiggins die zouden uitgroeien tot de meest invloedrijke versie. Wiggins had deze gebaseerd op de 1710 bijvoeglijke naamwoorden die Lewis Goldberg had gebruikt om persoonlijkheidstrekken te beschrijven. Daarvan werden er zo'n 800 gevonden die binnen de schaal sociale status of liefde vielen en deze werden uitgezet in de circumplex van Guttman. Aanvankelijk werden deze ingedeeld in de categorieën van Leary, maar uit multivariate analyse bleek dat deze categorieën niet voldeden aan het criterium van een gelijke afstand in een hoek van 45°. Een aantal paren van persoonlijkheidstrekken stond veel dichter bij elkaar gegroepeerd, terwijl andere paren veel verder uit elkaar werden stonden dan het model van Leary – waarbij de factoranalyse nog met de hand was gedaan – voorspelde. Wiggins had zijn eigen metingen van interpersoonlijke eigenschappen afgeleid van de sociale uitwisselingstheorie van Foa en Foa, de resource theory of social exchange. Deze kwamen nauw overeen met het ideaal van een equidistant cirkelvormig cluster. Zo werden octanten gevonden die de labels kregen van ambitious-dominant, gregarious-extraverted, warm-agreeable, unassuming-ingenuous, lazy-submissive, aloof-introverted, cold-quarrelsome en arrogant-calculating. In de aangepaste IAS-R werden dit assured-dominant, gregarious-extraverted, warm-agreeable, unassuming-ingenuous, unassured-submissive, aloof-introverted, cold-hearted en arrogant-calculating. Elke term is daarbij weer opgebouwd uit meerdere termen.

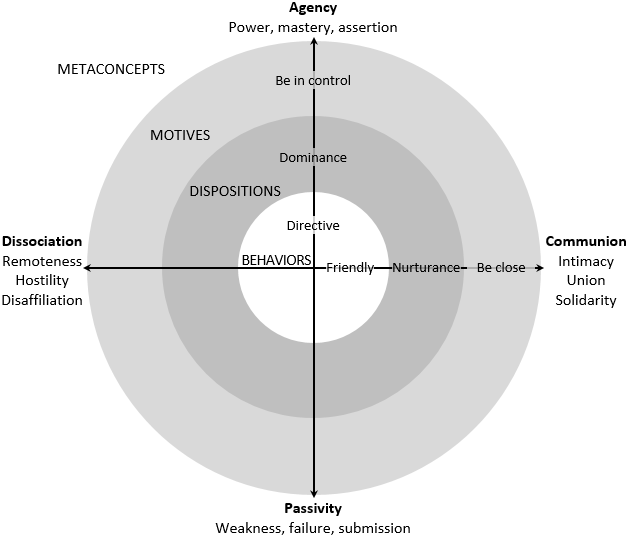
De metaconcepten agency en communion voor de integratie van interpersoonlijke motieven, disposities en gedrag

David Bakan had in 1966 al gesteld dat agency – het potentieel tot handelen, wat bijdraagt aan individualiteit, zich manifesterend in het streven naar macht – en communion – vergelijkbaar met Gemeinschaft, het onderdeel uitmaken van een grotere gemeenschap, zich manifesterend in intimiteit en solidariteit – met de spanningen die uit deze dualiteit voortkomen de twee essentiële begrippen waren om de menselijke samenleving te begrijpen. Een evenwicht tussen deze twee is van belang, het is niet goed als de agency niet gematigd wordt door de communion en er sprake is van unmitigated agency. Voor Wiggins was het interpersoonlijk circumplex de verwezenlijking van dit dualisme.

### Vergelijking met andere modellen

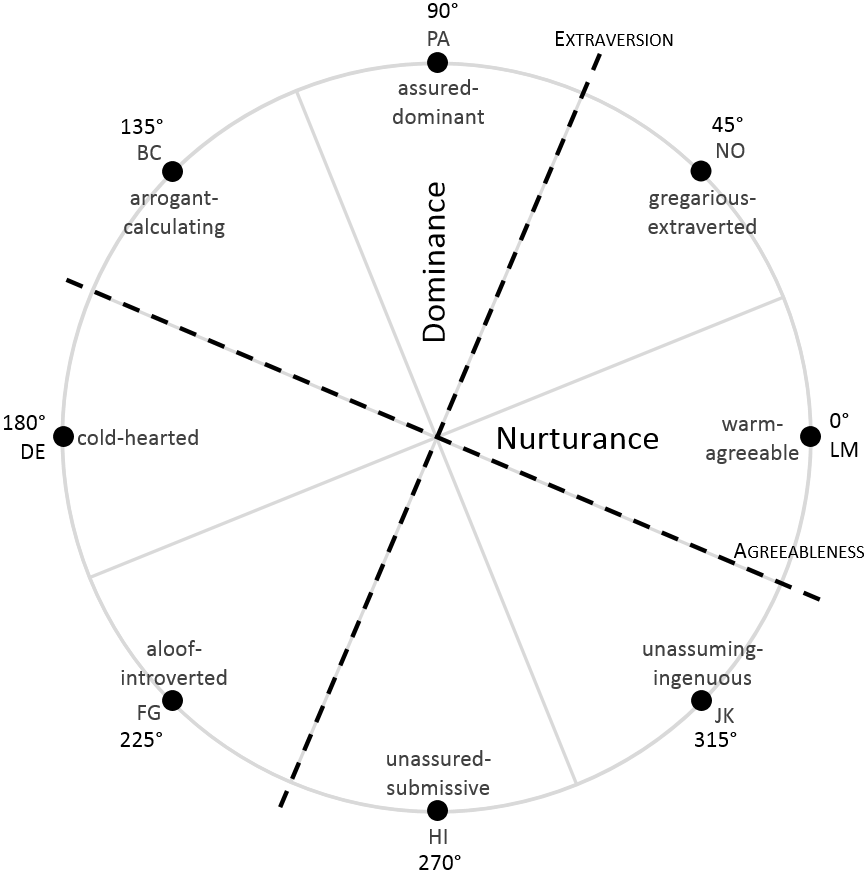
Extraversie en agreeableness uit de big five in het interpersoonlijk circumplex

In 1985 werd de IAS gekoppeld aan de behoeftetheorie van Murray. Ook de vergelijking met de big five werd meerdere malen gemaakt. Hierbij lijken vooral extraversie en agreeableness uit de big five terug te vinden in het interpersoonlijk circumplex.
Willem Hofstee, Boele de Raad en Goldberg kwamen in 1992 met de abridged big five dimensional circumplex (AB5C) waarin zij de vijf dimensies van de big five integreerden met het circumplexe persoonlijkheidsmodel.
Ook de duistere drie zijn uitgezet op het circumplexe persoonlijkheidsmodel, waarbij narcisme richting friendly-dominant ligt, machiavellisme richting hostile-submissive en psychopathie richting hostile-dominant. Ander onderzoek zoekt machiavellisme juist bij arrogant-calculating.

### Symmetrische en complementaire communicatie
Niet alleen persoonlijkheidstrekken kunnen worden uitgezet, dit zou ook voor interpersoonlijk gedrag gelden.
Naast de interpersoonlijke benadering werd vanuit het interactionisme door Gregory Bateson in 1936 het begrip schismogenese geïntroduceerd, een model ter verklaring van het creëren van verdeeldheid. Hij maakte daarbij onderscheid tussen symmetrisch en complementair gedrag, waarbij de eerste gelijkwaardig en de tweede ongelijkwaardig is. Carlos Sluzki en Janet Beavin ontwikkelden een typologie voor symmetrische en complementaire communicatie bij een dyade. Symmetrische uitwisseling is onder meer als beide instemmen (↓↓), verwijzen (→→), of aanwijzingen geven (↑↑). Complementaire uitwisseling is onder meer als de een aanwijzingen geeft en de ander deze opvolgt (↑↓) of de een vraagt en de ander antwoordt (↓↑).

#### Transactietypen
|            | one-up | one-down | one-across |
| ---------- | ------ | -------- | ---------- |
| one-up     | 1 ↑↑   | 4 ↑↓     | 7 ↑→       |
| one-down   | 2 ↓↑   | 5 ↓↓     | 8 ↓→       |
| one-across | 3 →↑   | 6 →↓     | 9 →→       |

Dit werd verder uitgewerkt tot matrix van transactietypen door Philip M. Ericson en L. Edna Rogers. Daarin zijn 1, 5 en 9 symmetrische transacties, respectievelijk competitive summetry, submissive symmetry en neutralized symmetry. Cel 2 en 4 zijn complementaire transacties, deze zijn maximaal ongelijk. Cellen 3, 6, 7 en 8 zijn transitory transacties, respectievelijk neutralized toward one-up, neutralized toward one-down, one-up toward neutralized en one-down toward neutralized.
Donald deAvila Jackson had gestudeerd bij Sullivan en met Bateson gewerkt en introduceerde in 1968 met William Lederer een derde vorm van wederkerigheid, de parallelle relatie waarbij beide eerdere vormen afhankelijk van de situatie afwisselend gebruikt worden.

#### Compatibiliteit
Een andere benadering van wederkerigheid was die van William Schutz. In 1958 introduceerde hij fundamental interpersonal relations orientation (FIRO). Schulz zag de drie dimensies van affection, control en inclusion als belangrijkste behoeftes (wanted behavior), de behoefte aan genegenheid, de behoefte om ergens bij te horen en de behoefte aan beheersing. Deze behoeftes worden gespiegeld in uitingen (expressed behavior). Het resulterende gedrag (behavior, B) werd uitgezet op de interpersonal relations orientation scale (FIRO-B). Schutz zag daarbij drie vormen van compatibiliteit, reciprocal compatibility, originator compatibility en interchange compatibility. Bij wederzijdse uitwisselbaarheid komt de uiting van de een overeen met de behoefte van de ander bij elke van de drie dimensies. Uitwisselbaarheid van initiatief is de mate waarin bij beide de behoefte bestaat om het initiatief tot gedrag te nemen. Als beiden het initiatief willen nemen, is er concurrerende incompatibiliteit. Als beiden het niet willen nemen, is er apathische incompatibiliteit. Interchange compatibility geeft aan in hoeverre beiden de drie dimensies hetzelfde rangschikken.

#### Stelling van wederzijdse emotie
Ook de interpersoonlijke benadering had aandacht voor wederkerigheid, beginnend met de stelling van wederzijdse emotie of wederzijdse motiverende patronen (theorem of reciprocal emotion or reciprocal motivational patterns) van Sullivan:
[...] integration in an interpersonal situation is a process in which (1) complementary needs are resolved (or aggravated); (2) reciprocal patterns of activity are developed (or disintegrated); and (3) foresight of satisfaction (or rebuff) of similar needs is facilitated.:198
In wat later bekend werd als het interpersoonlijke veld treden verbindende en afstotende krachten op. Het resultaat van een poging tot integratie kan ofwel leiden tot inclusie of verdere interactie, of leiden tot uitsluiting of het vermijden van verdere interactie. Daarbij is niet de behoefte van een van beide leidend, maar is de uitkomst afhankelijk van de interactie tussen beiden, waarbij beïnvloeding en manipulatie worden gebruikt. Binnen een langer bestaande relatie zijn de mogelijke reacties daarbij niet oneindig, er treden patronen op.
Sullivan werkte dit verder niet uit, maar Leary bood een definitie:
Interpersonal reflexes tend (with a probability significantly greater than chance) to initiate or invite reciprocal interpersonal responses from the 'other' person in the interaction that lead to a repetition of the original reflex.
Door reacties van anderen uit te lokken, worden de oorspronkelijke acties van de initiator bekrachtigd, the reinforcing quality of social interaction.:123

#### Evoking message
| Mededeling | Afzender              | Vorm      | Ontvanger                               |
| ---------- | --------------------- | --------- | --------------------------------------- |
| Eenvoudig  | bewust, zonder lading | openlijk  | vrijelijk antwoord op basis van inzicht |
| Persuasive | bewust, met lading    | verborgen | antwoord op basis van emotionele lading |
| Evoking    | onbewust, met lading  | verborgen | antwoord op basis van emotionele lading |

Dit is terug te vinden in de evoking message van Ernst Beier. Beier maakte onderscheid tussen twee soorten mededelingen, de eenvoudige en de complexe, waarbij die laatste weer onder te verdelen is in de persuasive message en de evoking message. Bij een eenvoudige mededeling is de afzender zich volledig bewust van de boodschap en geeft deze geen emotionele lading mee, zodat de ontvanger vrijelijk het antwoord kan kiezen. Zo doet een kassière die de prijs van een artikel noemt een eenvoudige mededeling. Bij een persuasive message voegt de afzender bewust een manipulatie toe, zoals het gunstiger plaatsen van minder courante artikelen in een supermarkt. Bij een evoking message is de afzender zich echter zelf niet bewust van de toegevoegde emotionele lading. Daardoor kunnen reacties van de ontvanger soms verbazing opwekken bij de afzender. De afzender is niet verantwoordelijk voor het eigen gedrag, omdat dit onbewust gebeurde en zo kan de afzender zich het slachtoffer voelen van vermeend wangedrag van de ontvanger. Het kan een onbewuste strategie zijn van de afzender om zo om te gaan met conflicterende motieven. Donald Kiesler maakte daarna nog het onderscheid van de impact message, de interpretatie van de evoking message door de ontvanger. Zo kwam Kiesler tot de interpersonal transaction cycle.

#### Complementariteit
Hoewel Leary impliceerde dat op de verticale as dominant gedrag onderdanige reacties uitlokt en omgekeerd, terwijl op de horizontale as liefdevol gedrag liefde aanmoedigt en haat juist haat uitlokt, benoemde hij dit niet expliciet. Het was Carson die dit expliciet toepaste op de interpersoonlijke circumplex, waarbij op de verticale as gedrag een tegenovergestelde reactie geeft en op de horizontale as een overeenstemmende:
Generally speaking, complementarity occurs on the basis of reciprocity in respect to the dominance-submission axis (dominance tends to induce submission, and vice versa), and on the basis of correspondence in respect to the hate-love axis (hate induces hate, and love induces love).:112
| hostile-dominant (HD)   | friendly-dominant (FD)   |
| ----------------------- | ------------------------ |
|                         | anticomplementary        |
| hostile-submissive (HS) | friendly-submissive (FS) |
| complementary           | noncomplementary         |

Gedrag in een van kwadranten hostile-dominant (HD), friendly-dominant (FD), hostile-submissive (HS) en friendly-submissive (FS) lokt gedrag uit in een van de andere kwadranten, dus niet slechts op een as zoals bij Leary. Daarbij maakte Carson onderscheid tussen complementary, noncomplementary en anticomplementary reacties. Uitgaande van hostile-dominant gedrag is de complementary reactie daarop hostile-submissive, het gedrag wordt dan op beide assen geaccepteerd. Bij een noncomplementary reactie wordt het gedrag slechts op een as geaccepteerd, voor HD resulterend in een friendly-submissive reactie. Bij anticomplementary reacties – de symmetrische reactie van Bateson – wordt het gedrag op beide assen niet geaccepteerd, voor HD resulterend in een friendly-dominant reactie. Waar de eerste twee reacties volgens Carson mogelijkheden boden voor samenwerking, gold dit niet voor de laatste reactie door de afwijzing op beide dimensies. Benjamin paste deze complementarity toe in haar SASB-model.
Deze observatie van Carson heeft belangrijke gevolgen voor bekrachtiging van gedrag. Complimenten en goedkeuring werken dan vooral als de afzender friendly-dominant en de ontvanger friendly-submissive is, in andere gevallen is het minder efficiënt:
Only in friendly dominant/friendly submissive dyads [...] would social "reinforcement" in the form of praise and approval have its maximum effect.

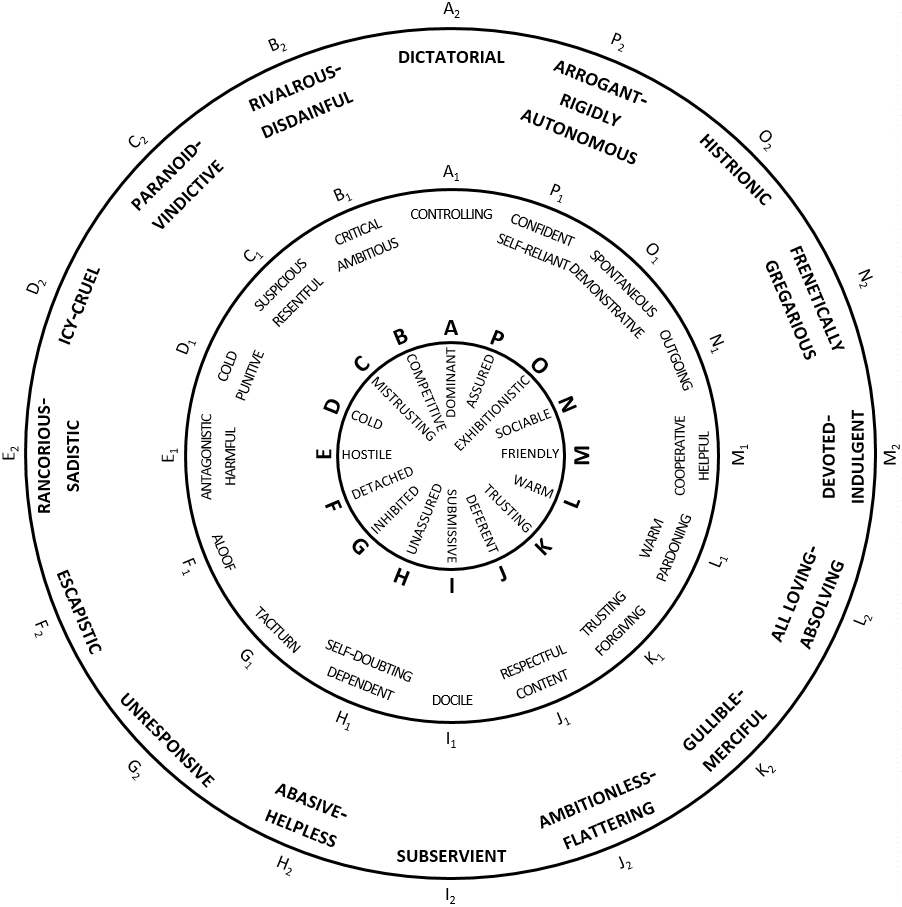
De interpersoonlijke cirkel van Donald Kiesler

Kiesler kwam in 1982 met zijn opzet voor een interpersoonlijke cirkel. Daarin integreerde hij zijn eigen Impact Message Inventory (IMI), de Interpersonal Check List van LaForge en Suczek, de IAS van Wiggins en de Interpersonal Behavior Inventory van Lorr en McNair. De IAS werd daarbij als basis gebruikt. In de binnenste ring staan de beschrijvingen voor het gehele gedragsspectrum. In de middelste ring staan de gematigd vormen van gedrag en in de buitenste de extreme vormen.

#### Circumplex van Kiesler
| hostile-dominant (HD)     | friendly-dominant (FD)     |
| ------------------------- | -------------------------- |
| isomorphic acomplementary | anticomplementary          |
| hostile-submissive (HS)   | friendly-submissive (FS)   |
| complementary             | semimorphic acomplementary |

In 1983 koppelde Kiesler zijn cirkel met de complementaire benadering. Hij hernoemde de noncomplementary reactie van Carson naar acomplementary en gebruikte noncomplementary voor de combinatie acomplementary en anticomplementary. Ook benoemde hij de tot dan toe opengebleven mogelijke reactie, namelijk die waarbij exact hetzelfde gedrag vertoond wordt. Deze vorm is acomplementary aangezien het gedrag op de horizontale as wel wordt geaccepteerd en op de verticale as niet. Daarom maakte Kiesler onderscheid tussen beide vormen, isomorphic acomplementary voor identieke reacties en semimorphic acomplementary voor volledige afwijzing. Dit gaat in tegen zowel het idee dat tegenpolen elkaar aantrekken, als het idee van soort zoekt soort, interpersoonlijke aantrekkingskracht.
Kiesler ging bij zijn koppeling uit van drie proposities, the reinforcing quality of social interaction van Leary, de tegenovergestelde reactie op gedrag op de verticale as en de overeenstemmende op de horizontale as van Carson en de mate van complementariteit bij de reacties. Zo is complementair en non-complementair gedrag uit te zetten op de interpersoonlijke cirkel van Kiesler, zoals hieronder voor de binnenste algemene ring. Ditzelfde is te doen voor de gematigde en extreme vormen, maar deze worden volgens de vierde propositie van Kiesler niet gemengd, controlling trekt dus docile aan, niet subservient.
Complementair gedrag bij Kiesler verschilt dus van complementair gedrag bij Benjamin en Wiggins, dat zich haaks op de andere as bevindt, terwijl het bij Kiesler verticaal tegenovergesteld is.
In propositie 5 deelde Kiesler de reactie op in een verdekte reactie op basis van de impact message en de openlijke complementary response. De ontvanger combineert de eigen emoties, intenties en ervaringen onbewust met de evoking message en baseert daarop zowel een onbewuste verdekte als bewuste openlijke reactie. Die laatste wordt traditioneel opgevat als de complementaire reactie, maar de verdekte reactie is het onderscheidende patroon die beiden ervaren. Volgens propositie 6 geldt dat hoe minder aangepast iemand is, hoe minder deze de reactie aanpast zoals verwacht zou worden volgens de complementaire kwadranten en segmenten.
Volgens propositie 7 zou de gedragsstijl van iemand het beste kunnen veranderen door deze semimorf gedrag te laten zien. Waar aangepaste mensen hun gedrag over de cirkel veelal aanpassen naar complementair gedrag naargelang het gedrag van een ander, hebben mensen met extreem gedrag vaak maar een beperkt bereik en passen hun gedrag niet aan. Vooral bij psychotherapie met mensen met extreem gedrag kan semimorf gedrag op gematigd niveau deze mensen ervaring op laten doen met ander gedrag en daar zo de voordelen van te zien. Volgens propositie 8 heeft een therapeut het grootste effect als deze anticomplementair gedrag vertoont. Zoals ieder ander zal de therapeut aanvankelijk echter de impact message en complementary response laten zien naar aanleiding van de evoking message van de behandelde persoon. In deze fase is de therapeut zelf nog hooked. Door te benoemen en te interveniëren kan de therapeut in de disengagement-fase komen. Die hooked-fase kan nodig zijn, om te voorkomen dat de behandelde persoon vertrekt door het normale vermijdingsgedrag dat veelal optreedt bij anticomplementair gedrag. Propositie 9 stelt dat het grootste effect na propositie 8 optreedt als de therapeut sociaal wenselijke reacties achterwege laat en dus asociaal gedrag vertoont. Het ongemak dat dit opwekt, laat de behandelde persoon zoeken naar nieuwe omgangsvormen. Propositie 10 stelt dat complementair gedrag vooral optreedt in natuurlijke interactie en dat het onduidelijk is in hoeverre het optreedt in gestructureerde omgevingen. Volgens propositie 11 is het onduidelijk in hoeverre er sprake is van complementair gedrag bij voortdurende interactie en of er verschillende fases zijn.

#### Fases
Marshall Duke en Stephen Nowicki onderscheiden vier fases, choice, beginning, deepening en termination die mogelijk verschillende stijlen vragen.
Terence J. Tracey zag tijdens therapie drie fases, een beginfase met opbouw van rapport, een tussenfase met conflict en een eindfase met de oplossing, met respectievelijk hoge complementariteit, lage complementariteit en hoge complementariteit.
Tracey stelt ook vast dat er bij de modellen van complementariteit van uit wordt gegaan dat elke vorm van gedrag in gelijke mate reacties oproept, maar dat reacties op vriendelijk en op vijandig gedrag niet van gelijke intensiteit zijn. Zo volgde op vijandig gedrag veelal geen vijandig gedrag, tenzij er eerdere ervaringen mee waren. Vooral in de beginfase domineert vriendelijk gedrag, waar bij onderzoek naar complementariteit rekening mee moet worden gehouden.
Parataxisch gedrag kan de transactiecyclus dusdanig verstoren dat bij iemand met onaangepast gedrag complementariteit in eerste instantie mogelijk kan zijn, maar de rigiditeit en extremiteit kunnen bij een volgende cyclus van de interpersonal transaction cycle bij de ander aversie opwekken. Als de ander niet uit deze situatie kan komen, kan dit een zelfversterkend effect tot gevolg hebben.

### Toepassingen

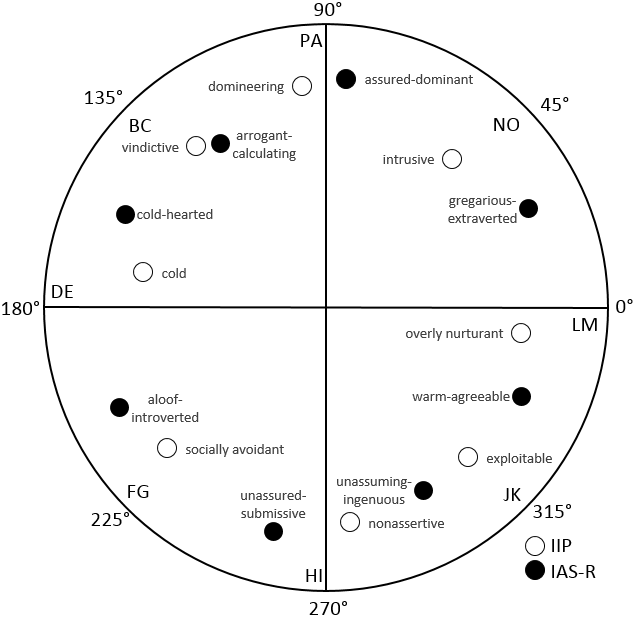
Vergelijking IIP met IAS-R

De Inventory of Interpersonal Problems (IIP) richt zich op het identificeren van problemen bij psychotherapie, waarbij 127 items werden gevonden. Hoewel bij de ontwikkeling niet uit was gegaan van een theoretisch model als het interpersoonlijk circumplex, bleken de gevonden domineering, intrusive, overly nurturant, exploitable, nonassertive, socially avoidant, cold en vindictive goed aan te sluiten bij de factoren van IAS-R. Daarop werd de IIP-C voorgesteld met 64 items die goed aansloten bij de circumplex. In 2000 werd deze versie met kleine aanpassingen weer omgedoopt tot IIP. Naast de vectorhoek en vectorlengte van de resultante, lijkt vooral de elevation – het gemiddelde van elk octant – een goede indicatie van onaangepastheid te kunnen geven en van het effect van therapie daarop.
Vicki Helgeson ging dieper in op de genderaspecten van agency en communion – de eerste vooral gezien als mannelijk en de tweede vooral als vrouwelijk – en de rol van unmitigated agency en vooral unmitigated communion op psychisch nood. Waar bij communion zorg voor anderen volgt uit een positief beeld van anderen, volgt dit bij unmitigated communion uit een negatief zelfbeeld, waarbij eigenwaarde afhankelijk is van anderen. Hoewel de gewone en de ongematigde varianten weliswaar een continuüm vormen, verschillen ze anders dan wat Sullivan stelde dus niet alleen kwantitatief, maar ook kwalitatief. Er blijkt een sterke correlatie te zijn tussen unmitigated communion en een samenstelling van intrusive en overly nurturant, terwijl unmitigated agency een sterk verband laat zien met domineering en vindictive.

### Nieuwere ontwikkelingen
Marc Alan Fournier en Debbie Moskowitz stelden echter dat matiging vooral positief werkt binnen een dimensie zelf, terwijl matiging door de andere dimensie geen positief effect laat zien. De verhouding tot IAS is niet geheel zeker, maar mogelijk wijst de ongematigde variant van agency niet op interpersoonlijke, maar vooral op persoonlijke problemen.

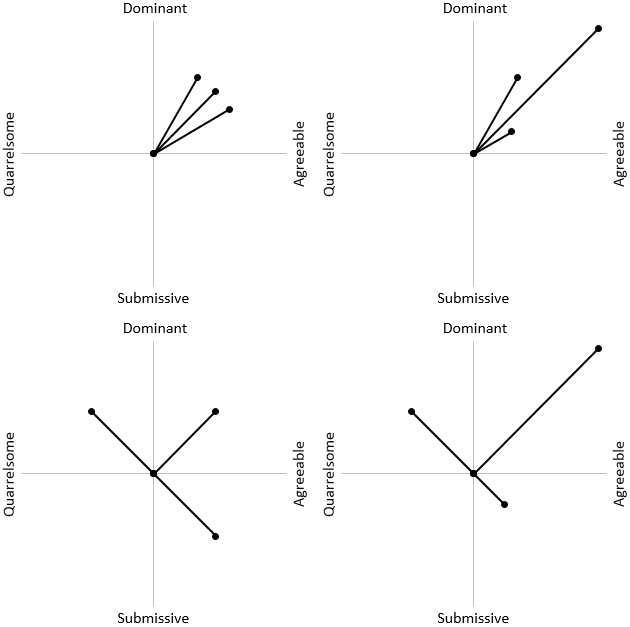
Lage spin, lage pulse (linksboven), lage spin, hoge puls (rechtsboven), hoge spin, lage puls (linksonder), hoge spin, hoge puls (rechtsonder)

Moskowitz en David Zuroff stelden daarnaast voor om meer rekening te houden met de ontwikkeling van interpersoonlijk gedrag door de tijd. Daarvoor gebruikten zij flux, spin en pulse. Flux is de spreiding of standaardafwijking in de gemiddelde score op de interpersoonlijke dimensies dominance, submissiveness, quarrelsomeness en agreeableness. Impuls en spin zijn de spreiding van de gemiddelde extremiteit en de gemiddelde hoek op de interpersoonlijke omtrek.